# Діді Чконі
Діді Чконі (груз. დიდი ჭყონი) — село в Грузії.
За даними перепису населення 2014 року в селі проживає 1454 особи.